# Liebieghaus
La Liebieghaus est une villa de la fin du XIXe siècle située dans le quartier Sachsenhausen, à Francfort, en Allemagne.  
Il abrite un musée de sculptures, la Städtische Galerie Liebieghaus, qui est incluse dans la Museumsufer, la rive sud de la rivière Main.    
Max Hollein, né en 1969 à Vienne, a dirigé le musée de janvier 2006 à juillet 2016. 

## Histoire
La Liebieghaus est un palais de style historiciste construit en 1896, comme une maison de retraite pour l'industriel du textile de Bohême, le baron Heinrich von Liebieg (1839-1904). 
La ville de Francfort a acquis le bâtiment en 1908 et l'a consacré à sa collection de sculptures.

## Voir également
- Museumsufer
- Liste des musées en Allemagne

## Sélection d'images

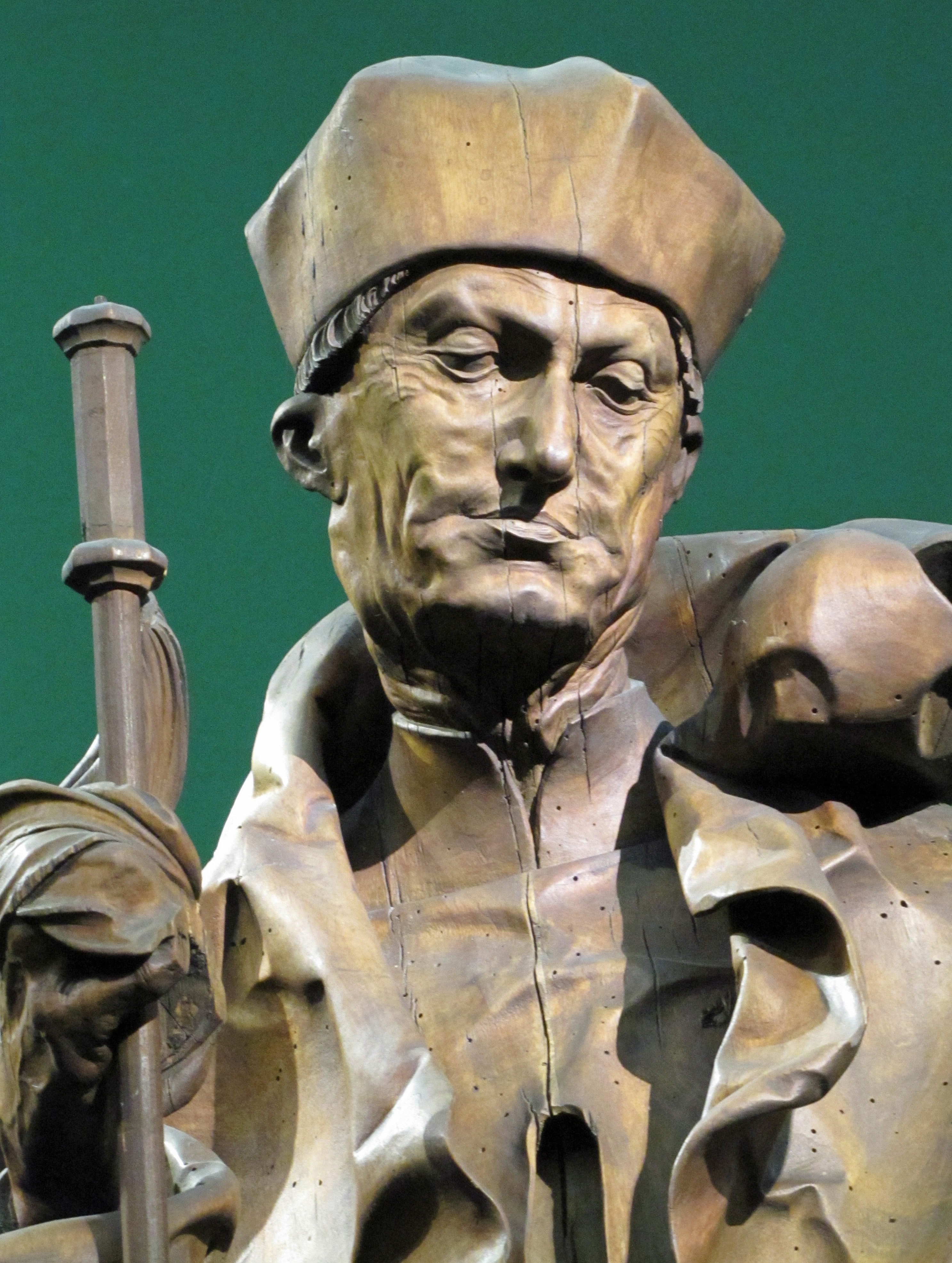
Saint, peut-être Benoît de Nursie, artiste inconnu.
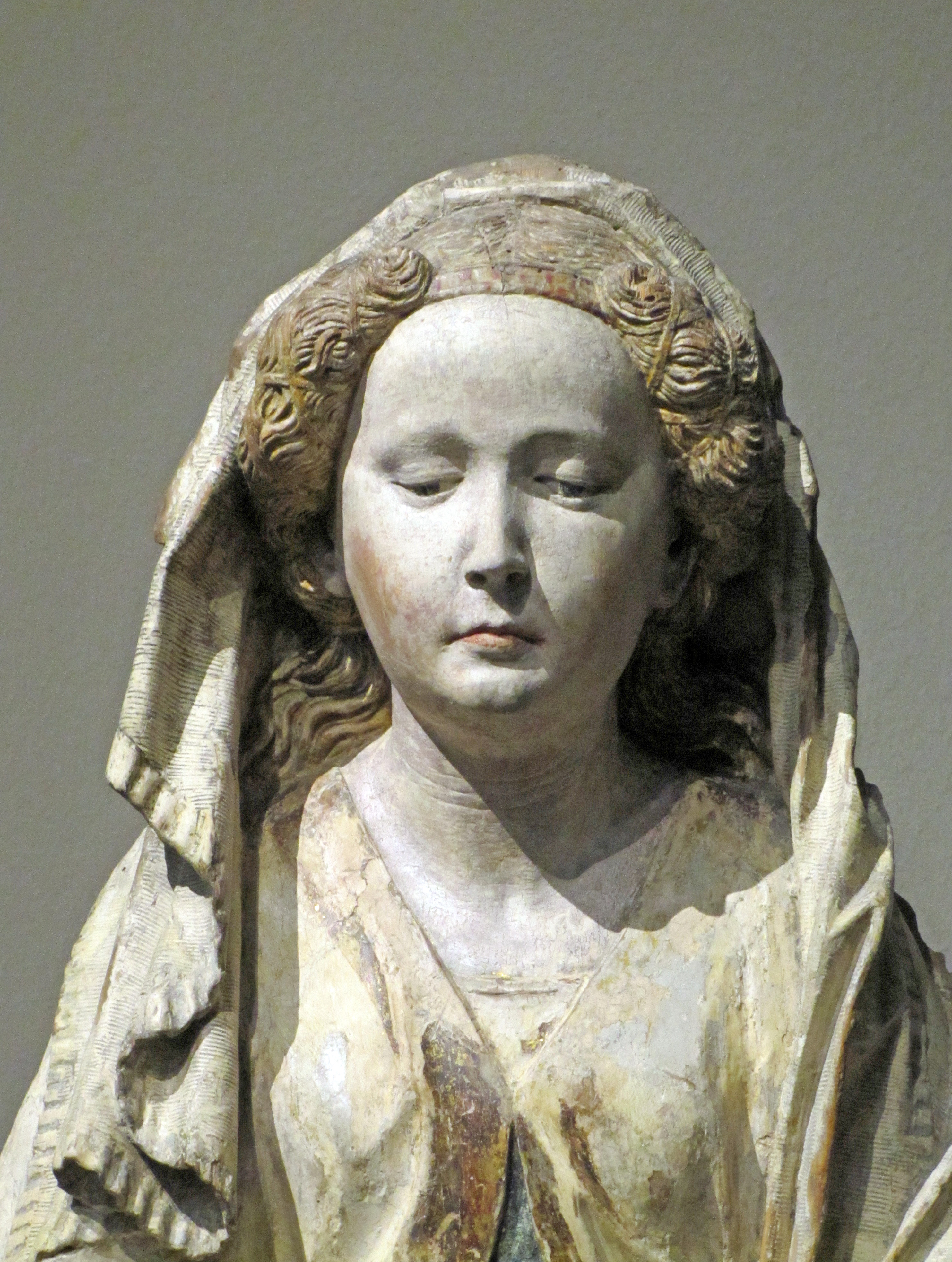
Sainte Marie-Madeleine, Hans Multscher.
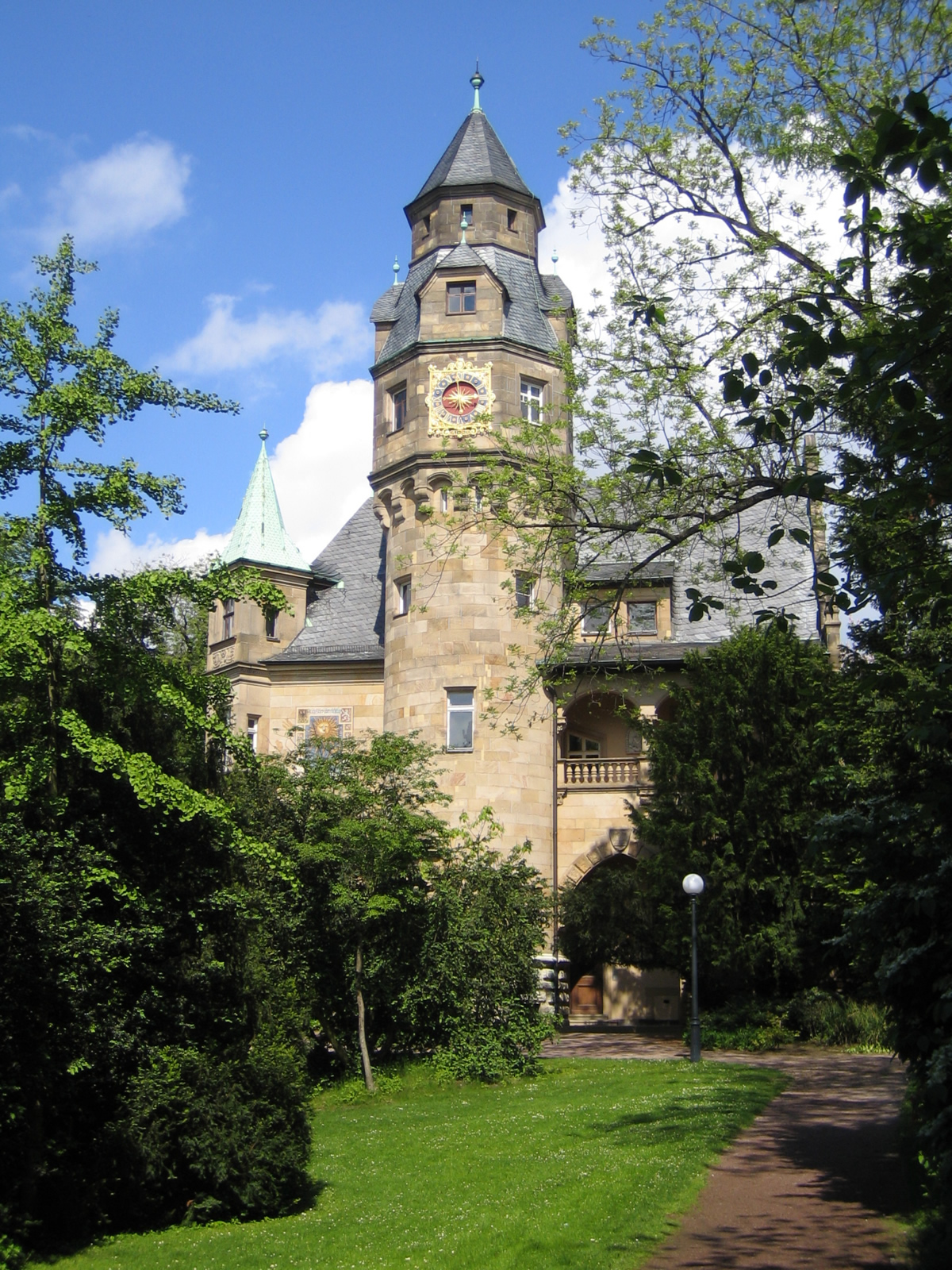
Le Liebieghaus.
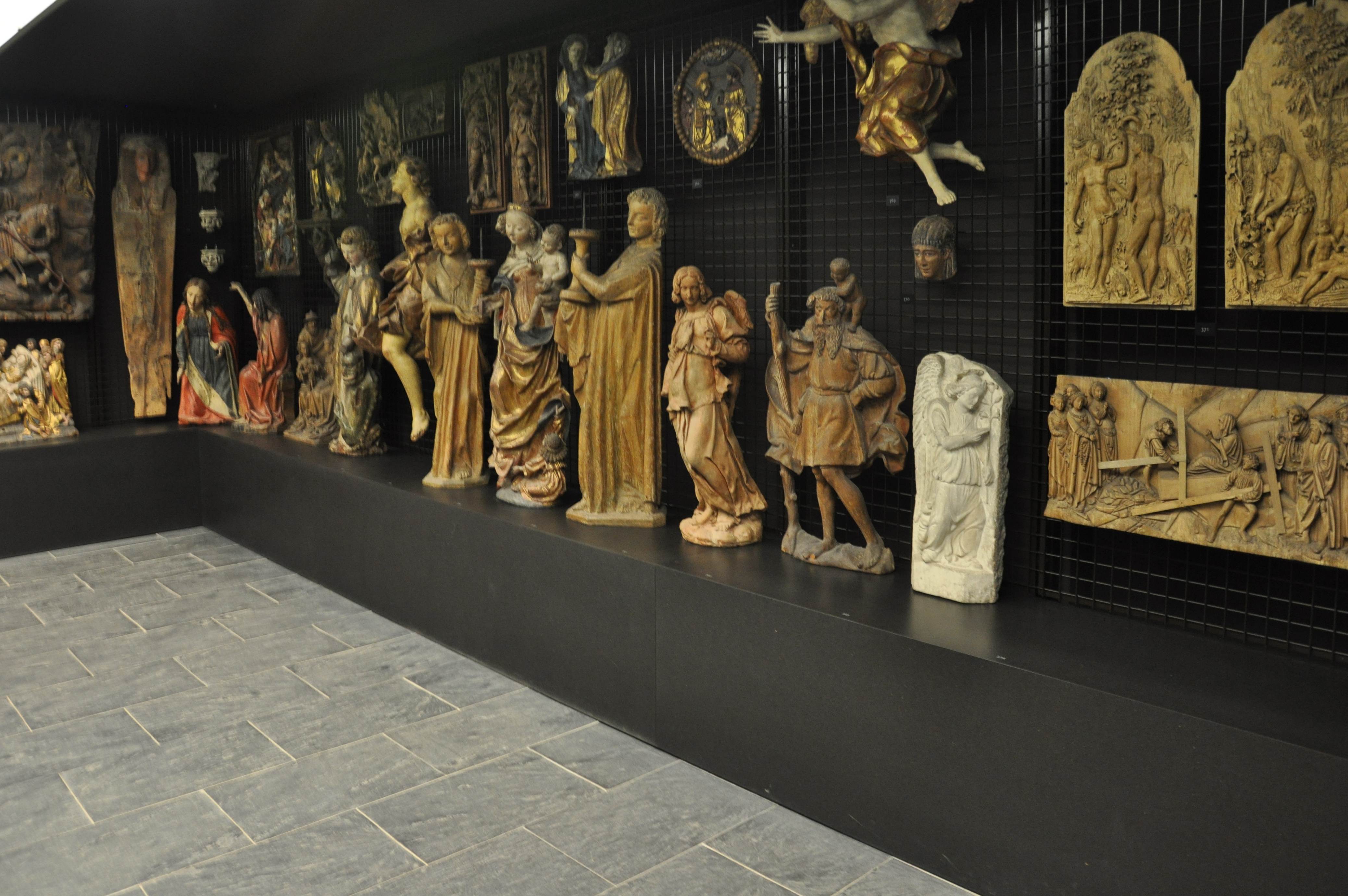
Vue des réserves.